# Richard Simmonds
Richard Simmonds (n. 2 august 1944) este un om politic britanic, membru al Parlamentului European în perioadele 1979-1984, 1984-1989 si 1989-1994 din partea Regatului Unit. 
1. 1 2  Deputații în Parlamentul European